# Baikalrob
De Baikalrob of Nerpa (Pusa sibirica, verouderd Phoca sibirica) is een soort zeehond, die alleen voorkomt in het Zuid-Siberische Baikalmeer. Samen met twee ondersoorten van de ringelrob (Pusa hispida) is het de enige zeehond die enkel in zoetwater leeft. Hoe de dieren terechtgekomen zijn in het Baikalmeer, dat zo'n 1600 kilometer verwijderd ligt van de meest nabije kust, is onbekend. Waarschijnlijk stammen ze af van ringelrobben uit de Noordelijke IJszee, die via rivieren en meren het Baikalmeer hebben bereikt.

## Kenmerken
De Baikalrob wordt 100 tot 140 centimeter lang (gemiddeld 122 centimeter) en 50 tot 130 kilogram zwaar. De Baikalrob heeft een ongevlekte, donker- tot zilvergrijze vacht met een lichtere buik en zijden. De Baikalrob lijkt qua uiterlijk veel op de verwante ringelrob. De schedel is echter veel korter en ronder, waardoor de oogkassen nog groter lijken. Ook zijn de voorpoten en klauwen groter en sterker.

## Gedrag
De Baikalrob leeft voornamelijk solitair. 's Winters trekken de dieren naar het koudere noordelijke gedeelte van het meer. Vrouwtjes klimmen 's winters op het ijs om hun jongen te werpen, terwijl de volwassen mannetjes in het water blijven, onder het ijs. Door middel van ademgaten in het ijs komen de dieren weer naar het oppervlak. Het aantal ademgaten verschilt per individu, geslacht en leeftijd. Volwassen mannetjes hebben gemiddeld zo'n tien gaten. Zomers houden de robben zich op in het zuidelijke gedeelte van het meer. Als de zon schijnt, liggen de robben te zonnen op kleine rotseilandjes.

## Voedsel
De Baikalrob houden zich voornamelijk op in de diepere gedeelten van het Baikalmeer. Op een diepte van 50 tot 200 meter (soms tot 300 meter) jaagt hij voornamelijk op vis als donderpadden en olievissen (Comephoridae), maar ook op kreeftachtigen. Ze blijven gemiddeld 10 tot 20 minuten onder water.

## Voortplanting
De rob is monogaam: vrouwtjes paren ieder jaar met hetzelfde mannetje. De draagtijd bedraagt zo'n elf maanden. Tussen februari en maart wordt het ene jong geboren in een leger in het ijs. Soms maken andere vrouwtjes gebruik van nabijgelegen legers, maar meestal leven de dieren solitair. De jongen wegen bij de geboorte ongeveer vier kilogram en zijn 64 tot 66 centimeter lang. Bij de geboorte heeft het jong een wollige, witte vacht, die na zes tot acht weken wordt verwisseld voor een zilvergrijze vacht. De zoogtijd duurt acht tot tien weken. Vrouwtjes zijn geslachtsrijp na twee tot vijf jaar, mannetjes na vier tot zeven jaar.
De Baikalrob kan 50 tot 56 jaar oud worden. Daarmee heeft het dier de langste levensverwachting van alle zeehonden.
De totale populatie werd in 1990 geschat op zo'n zestig- tot zeventigduizend dieren. Er wordt op de robben gejaagd voor de huid (voornamelijk de pels van de welpen) en voor het vlees.